# Vacances au purgatoire
Pour plus de détails, voir Fiche technique et Distribution.
Vacances au purgatoire est un téléfilm français de Marc Simenon diffusé le 26 décembre 1992 sur France 3. Rediffusion le 28 mai 1994 sur France 3.

## Synopsis
Victime d'un accident de la route qui lui coûte la vie, Laura, une call-girl, refait surface sur Terre dans la peau d'une mère de famille débordée, Lucie.

## Fiche technique
- Titre : Vacances au purgatoire
- Réalisation : Marc Simenon
- Scénario :
- Production :
- Origine : France
- Durée : 91 minutes
- Format : Couleurs

## Distribution
- Marie-Anne Chazel : Lucie Bouchard
- Bunny Schpoliansky : Laura Gauthier, la call-girl
- Michel Pilorgé : Pascal
- Louba Guertchikoff : Angèle
- Mylène Demongeot : Mathilde
- Thierry de Peretti : Benoît
- Garance Giachino : Claire
- Philippe Khorsand : Bertrand
- Olivier Pajot : Vincent
- Mickaël Todde : Florent
- Michel Peyrelon : M. Sérignac
- Katy Amaizo
- Robert Benoît
- Régis Bouquet
- Marie-José Briguel
- Patricia Cartier
- Daniel Chardon
- Danièle Delorme
- Daniel Dublet
- Fabien Duval
- Bernard Farcy
- Elisabeth Forgo
- Mireille Franchino
- Michel Gudin
- Fernand Guiot
- Hervé Jacobi
- Estelle Kingold
- René Marjac
- Renaud Ménager
- Joseph Momo
- Laurent Morel
- Christian Pereira
- Anne Roumanoff
- Catherine Rouzeau
- Alain Sachs
- Ludivine Sagnier : Sophie
- Jef Odet Sarfaty
- Salah Teskouk
- Frédéric Witta